# Crystal Lake (Illinois)
Crystal Lake é uma cidade localizada no estado americano de Illinois, no Condado de McHenry. A cidade foi fundada em 1835.

## Demografia
Segundo o censo americano de 2000, a sua população era de 38.000 habitantes.
Em 2006, foi estimada uma população de 41.533, um aumento de 3533 (9.3%).

## Geografia
De acordo com o United States Census Bureau tem uma área de
43,6 km², dos quais 42,1 km² cobertos por terra e 1,5 km² cobertos por água. Crystal Lake localiza-se a aproximadamente 226 m acima do nível do mar.

## Localidades na vizinhança
O diagrama seguinte representa as localidades num raio de 8 km ao redor de Crystal Lake.